# Ujong Sudeun
Ujong Sudeun is een bestuurslaag in het regentschap Aceh Jaya van de provincie Atjeh, Indonesië. Ujong Sudeun telt 141 inwoners (volkstelling 2010).